# Playa Baracoa
Koordinaten: 23° 3′ N, 82° 34′ W

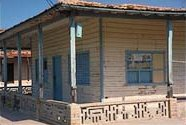
Holzhaus in Playa Baracoa

Playa Baracoa gehört zur kubanischen Gemeinde Bauta (Provinz Artemisa) westlich von Havanna. Nicht zu verwechseln mit dem weit entfernten Baracoa im Osten der Insel Kuba.
Zwischen 1930 und 1940 bauten dort reiche Bewohner der 20 km entfernten Hauptstadt Havanna ihre Sommerhäuser. Viele dieser Holzhäuser sind bestehen noch heute, von denen einige als Sommerhäuser genutzt werden.